# Питсбърг (окръг, Оклахома)
Вижте пояснителната страница за други значения на Питсбърг.
Окръг Питсбърг (на английски: Pittsburg County) е окръг в щата Оклахома, Съединени американски щати. Площта му е 3569 km², а населението – 43 953 души (2000). Административен център е град Макалистър.